# Реконструкција дојке
Реконструкција дојке је хируршки метода, која се спроводи у неколико фаза у циљу што раније обнове облика и изгледа дојке на месту где је она одстрањена, најчешће код жена које су оперисане у циљу лечење рака дојке. Укључује употребу аутологног ткива, протетских имплантата или комбинацију обе врсте материјала у циљу реконструкције и добијања што природнијег изледа дојке. Овај процес такође укључује обнову брадавице и ареоле, познату као реконструкција комплека брадавица-ареола (НАЦ), као једну од последњих фаза у реконструктивној хирургији дојке.
Генерално, естетски изглед након реконструкције дојке је прихватљив за жену, али реконструисано подручје је обично у потпуности утрнуло, што резултује губитком сексуалне функције, као и способношћу да жена региструје бол изазван опекотинама и другим механизмима повреда. Недостатак сензације је потенцијално опасан. Жене које су након мастектомије обавиле реконструкцију дојке, могу задобити озбиљне опекотине на дојкама од грејних јастучића, сушилица за косу, увијача, сунчања, превише врућих тушева, грудњак урезаног у кожу све док неколико сати касније не открију крв или црвене трагове на кожи нанете повредом.

## Опште информације
Данас је реконструкција дојке саставни део лечења и рехабилитације жена са раком дојке. Непосредна реконструкција даје боље естетске резултате, смањује трошкове лечења, операције изводи се једним оперативним чином и има психолошке предности код пацијената.
Избор технике реконструкције зависи од величине дојке, жеље пацијента и искуства хируршког тима. 
Реконструкција применом имплантата је најједноставнија метода, али са великим број компликација и губитак имплантата. 
Коришћење трансферзалног rectus abdominis миокутаног режња (ТРАМ) - петељкасто режања за реконструкцију дојке сложен је хируршки поступак са честим компликацијама, као што је делимична некроза режња, без обзира на васкуларизацију режња.
Техника реконструкције    Latissimus dorsi режањ (ЛДР) са имплантантом сигурна је метода са ретким компликација и даје одличне естетске резултате како код примарне тако и код секундарне реконструкције, па је данс многи хирурзи препоручују као изузетно добру алтернативу са аутогеним ткивом типа петељастих и слободних режњева.

## Време
Реконструкција дојке може се извршити или непосредно након мастектомије, или као засебан поступак након извесно времана, познатог као тренутак за реконструкцију, односно одложена реконструкција. Одлука о томе када ће се извршити реконструкција дојке зависи од стања пацијента и заснива се на много различитих фактора. Реконструкција дојке је велики подухват који обично захтева више операција. Све наредне операције могу се распоредити у неколико недеље или месеци.

### Непосредна реконструкција дојке
Реконструкција дојке која се назива „непосредном“ одвија се након мастектомије. У Сједињеним Америчким Државама, приближно 35% жена које су се подвргле тоталној мастектомији због рака дојке одлучују се за непосредну реконструкцију дојке. 
Једна од инхерентних предности тренутне реконструкције је једностепени поступак, што значи да су:
- трошкови непосредне реконструкције много мањи за пацијента и друштво (мањи број процедура и захтева краћа дужина боравка у болници). [3]

- бољи козметички резултат због очувања анатомских оријентира и коже.[3]

- бољи психосоцијалних исхода.

Мишљења о времену реконструкције дојке су се померила у корист тренутне реконструкције. Првобитно се веровало да одложена реконструкција пружа пацијентима време да се психолошки прилагоде након мастектомије и њеним ефектима на телесну слику. Међутим, ово мишљење више није широко заступљено. У поређењу са одложеним поступцима, непосредна реконструкција може имати позитивнији психолошки утицај на пацијенте и њихово самопоштовање, највероватније због постоперативне дојке која више личи на природну дојку у поређењу са дефектом који је остављен само мастектомијом.

### Одложена реконструкција дојке
Одложена реконструкција дојке сматра се изазовнијом од тнепосредне реконструкције. Често треба обновити не само волумен дојке, већ и површину коже. Многи пацијенти који су подвргнути одложеној реконструкцији дојке претходно су лечени зрачењем или су имали неуспех у реконструкцији са тренутном реконструкцијом дојке. 
У скоро свим случајевима одложене реконструкције дојке ткиво се мора позајмити из другог дела тела да би се направила нова дојка. 
Пацијенти за које се очекује да ће добити терапију зрачењем као део додатног третмана такође се често сматрају одложеном аутологном реконструкцијом због значајно већих стопа компликација код техника ширења ткива-имплантације код тих пацијената. Иако је време чекање до почетне реконструкција дојке неколико месеци након терапије зрачењем може смањити ризик од компликација, овај ризик ће увек бити већи код пацијената који су примали терапију зрачењем.
Као и код многих других операција, пацијенти са значајним медицинским пратећим болестима (нпр високим крвним притиском, гојазношћу, дијабетесом) и пушачи имају већи ризик. Хирурзи код таквих пацијената морају да одлуче када ће да изврше одложену реконструкцију како би смањили овај ризик.

## Исход
Типичан исход операције реконструкције дојке је дојка пријатног естетског облика, текстуре сличне природној дојци, али која се осећа потпуно или углавном утрнуло за саму жену. Овај губитак осећаја, који се назива соматосензорни губитак или немогућност перцепције додира, врућине, хладноће и бола, понекад резултира тиме да се жене опеку или се повреде, а да не примете или не примете да се њихова одећа померила да би открила дојке. „Не могу ни да осетим када ме деца загрле“, рекла је једна мајка, којој је после билатералне мастектомије урађена реконструкција дојке која штеди брадавице.  Губитак осећаја има дугорочне медицинске последице, јер погођене жене онемогућавају да осете сврабљиве осипе, заражене ране, посекотине, модрице или ситуације које ризикују опекотине од сунца или озеблине на погођеним подручјима.
Више од половине жена лечених од карцинома дојке развија дисфункцију горње четвртине, укључујући ограничења у погледу доброг кретања, болове у дојкама, рамену или руци, лимфедем, губитак осећаја и ослабљену снагу. Ризик од дисфункције је већи код жена које имају операцију реконструкције дојке. Свака трећа има компликације, једној петини је потребна операција, а поступак не успева у 5%. случајева.
Неке методе имају специфичне нежељене ефекте. Метода попречног миокутаног ректус абдоминиса резултује слабошћу и губитком флексибилности у трбушном зиду. Реконструкција имплантата има већи ризик од дуготрајног бола.
Истраживање засновано на исходима о побољшању квалитета живота и психосоцијалним предностима повезаним са реконструкцијом дојке, послужило је као подстицај у Сједињеним Америчким државама за Закон о здрављу жена и раку из 1998. године, који налаже да обвезници здравствених услуга покривају трошкове лечења дојке и брадавице реконструкцијом, контралатералним поступцима за постизање симетрије и лечење последица мастектомије. Након тога је 2001. године уследило додатно законодавство којим су изречене казне несигурним осигуравачима. Сличне одредбе о покривености постоје у већини земаља широм света кроз националне програме здравствене заштите.